# Mass Sarr Jr.
Mass Sarr Jr. (Monrovia, Liberia, 6 de febrero de 1973) es un exfutbolista de Liberia que jugaba en la posición de delantero.

## Carrera

### Club
| Periodo   | Club             |
| --------- | ---------------- |
| 1988-1990 | Mighty Barrolle  |
| 1990-1991 | AS Monaco        |
| 1991-1992 | SAS Épinal       |
| 1992-1995 | Olympique Ales   |
| 1995-1998 | HNK Hajduk Split |
| 1998-2000 | Reading FC       |
| 2000-2001 | Sydney Olympic   |
| 2001-2004 | Selangor FA      |

### Selección nacional
Jugó para Liberia en 79 ocasiones de 1989 a 2002 y anotó cuatro goles; participó en dos ediciones de la Copa Africana de Naciones.

## Logros
- Copa FA de Malasia (1): 2002